# Der Stürmer
Der Stürmer var en ugentlig nazi-avis, udgivet af Julius Streicher fra 1923 til slutningen af 2. verdenskrig. Den spillede en vigtig rolle i nazisternes propagandamateriale. Avisen havde ofte et antisemitistisk indhold, fx karikaturer.
- Wikimedia Commons har flere filer relateret til Der Stürmer

| Anime eller manga | Spire Denne artikel om medie og kommunikation er en spire som bør udbygges. Du er velkommen til at hjælpe Wikipedia ved at udvide den. |